# Eneias Martins
Eneias Martins (Cametá, 1872 — Rio de Janeiro, 2 de julho de 1919) foi um jornalista e político brasileiro. Um dos sócio-fundados do Instituto Histórico e Geográfico do Pará em 1900.
Se formou em ciências jurídicas na Faculdade de Direito de Recife, ao voltar para Belém foi deputado federal de 1894 a 1896, em 1895 fundou um dos maiores jornais da região norte, A Folha do Norte.
Foi ministro interino das Relações Exteriores no governo Hermes da Fonseca, de 10 a 14 de fevereiro de 1912.
Foi governador do Pará, de 1 de fevereiro de 1913 a 27 de dezembro de 1916, quando foi deposto por um levante militar.